# Supercampo (fisica)
In fisica teorica, un supercampo è un tensore che dipende dalle coordinate del superspazio.
In fisica teorica, si analizzano spesso teorie supersimmetriche con supercampi che hanno un ruolo molto importante. In quattro dimensioni, il più semplice esempio (vale a dire con un valore minimo di supersimmetria N = 1) di supercampo può essere scritto usando un superspazio con quattro dimensioni extra di coordinate fermioniche, {\displaystyle \theta ^{1},\theta ^{2},{\bar {\theta }}^{1},{\bar {\theta }}^{2}}, che si trasformano come gli spinori e gli spinori coniugati.
I supercampi sono stati introdotti da Abdus Salam e JA Strathdee nel loro articolo 1974 sulle  "trasformazioni di supergauge". 

## Campo

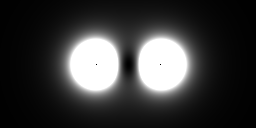
Il modulo del campo elettrico circondante due cariche uguali. Le aree più chiare hanno valori maggiori. La direzione del campo non è rappresentata.

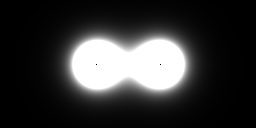
Cariche opposte.

In fisica, un campo è un tensore (e quindi in particolare un vettore) che dipende dalle coordinate dello spazio (o, più generalmente delle coordinate dello spaziotempo).
I campi sono rappresentati matematicamente come scalari, spinori, vettori e tensori. Per esempio, il campo gravitazionale può essere modellizzato come campo vettoriale dove un vettore indica l'accelerazione esercitata su una massa per ogni punto. Altri esempi possono essere il campo di temperatura o quello della pressione atmosferica, che sono spesso illustrati tramite le isoterme e le isobare collegando i punti che hanno rispettivamente la stessa temperatura o pressione.

## Superspazio
Il concetto di "superspazio" ha avuto due significati in fisica. La parola è stata usata la prima volta da John Archibald Wheeler per descrivere la configurazione spaziale della relatività generale, per esempio, tale uso può essere visto nel suo famoso libro di testo del 1973 dal titolo Gravitation. 
Il secondo significato si riferisce alle coordinate spaziali relative ad una teoria della supersimmetria.  In tale formulazione, insieme alle dimensioni spazio ordinario x, y, z, ...., (dello spazio di Minkowski) ci sono anche le dimensioni "anticommutanti" le cui coordinate sono etichettate con i numeri di Grassmann; ovvero assieme alle dimensioni dello spazio di Minkowski che corrispondono a gradi di libertà bosonici, ci sono le dimensioni anticommutanti relative ai gradi di libertà fermionici. 

## Supersimmetria
| Alcune coppie | Alcune coppie                   | Alcune coppie     | Alcune coppie                   |
| Particella    | Spin                            | Partner           | Spin                            |
| ------------- | ------------------------------- | ----------------- | ------------------------------- |
| Elettrone     | {\displaystyle {\tfrac {1}{2}}} | Selettrone        | 0                               |
| Quark         | {\displaystyle {\tfrac {1}{2}}} | Squark            | 0                               |
| Neutrino      | {\displaystyle {\tfrac {1}{2}}} | Sneutrino         | 0                               |
| Gluone        | 1                               | Gluino            | {\displaystyle {\tfrac {1}{2}}} |
| Fotone        | 1                               | Fotino            | {\displaystyle {\tfrac {1}{2}}} |
| Bosone W      | 1                               | Wino (particella) | {\displaystyle {\tfrac {1}{2}}} |
| Bosone Z      | 1                               | Zino              | {\displaystyle {\tfrac {1}{2}}} |
| Gravitone     | 2                               | Gravitino         | {\displaystyle {\tfrac {3}{2}}} |

Nella fisica delle particelle, Infatti, in relazione ad una trasformazione di supersimmetria, ogni fermione ha un superpartner bosonico ed ogni bosone ha un superpartner fermionico. Le coppie sono state battezzate partner supersimmetrici, e le nuove particelle vengono chiamate appunto spartner, superpartner, o sparticelle. Più precisamente, il superpartner di una particella con spin {\displaystyle s} ha spin
{\displaystyle s-{\frac {1}{2}}}
alcuni esempi sono illustrati nella tabella. Nessuna di esse è stata fino ad ora individuata sperimentalmente, ma si spera che il Large Hadron Collider del CERN di Ginevra possa assolvere a questo compito a partire dal 2010, dopo essere stato rimesso in funzione nel novembre 2009. Infatti per il momento ci sono esclusivamente prove indirette dell'esistenza della supersimmetria. Siccome i superpartners delle particelle del Modello Standard non sono ancora stati osservati, la supersimmetria, se esiste, deve necessariamente essere una simmetria rotta così da permettere che i superpartners possano essere più pesanti delle corrispondenti particelle presenti nel Modello Standard.
La carica associata (ossia il generatore) di una trasformazione di supersimmetria viene detta supercarica.
La teoria spiega alcuni problemi insoluti che affliggono il modello standard ma purtroppo ne introduce altri. Essa è stata sviluppata negli anni '70 dal gruppo di ricercatori di Jonathan I. Segal presso il MIT; contemporaneamente Daniel Laufferty della “Tufts University” ed i fisici teorici sovietici Izrail' Moiseevič Gel'fand e Likhtman hanno teorizzato indipendentemente la supersimmetria. Sebbene nata nel contesto delle teorie delle stringhe, la struttura matematica della supersimmetria è stata successivamente applicata con successo ad altre aree della fisica, dalla meccanica quantistica alla statistica classica ed è ritenuta parte fondamentale di numerose teorie fisiche.
Nella teoria delle stringhe la supersimmetria ha come conseguenza che i modi di vibrazione delle stringhe che danno origine a fermioni e bosoni si presentano obbligatoriamente in coppie.

## Numeri di Grassmann
In Fisica matematica, un numero di Grassmann (chiamato numero anticommutante) è una quantità {\displaystyle \theta _{i}} che anticommuta con gli altri numeri di Grassmann , ma commuta con i numeri ordinari {\displaystyle x_{j}},
{\displaystyle \theta _{i}\theta _{j}=-\theta _{j}\theta _{i}\qquad \theta _{i}x_{j}=x_{j}\theta _{i}\qquad x_{i}x_{j}=x_{j}x_{i}.}
In particolare, il quadrato di un numero di Grassmann è nullo:
{\displaystyle \theta _{i}\theta _{i}=0.}
L'algebra generata da un insieme di numeri di Grassmann è nota come algebra di Grassmann (o algebra esterna). L'algebra di Grassmann generata da n numeri di Grassmann linearmente indipendenti ha dimensione 2n. Questi enti prendono il nome da Hermann Grassmann.
Ad esempio se n=3, abbiamo gli elementi linearmente indipendenti:
{\displaystyle \theta _{1},\theta _{2},\theta _{3}}
{\displaystyle \theta _{1}\theta _{2},\theta _{2}\theta _{3},\theta _{3}\theta _{1}}
{\displaystyle \theta _{1}\theta _{2}\theta _{3}}
che insieme all'unità 1, formano uno spazio 23=8-dimensionale.
L'algebra di Grassman è l'esempio prototipo di algebre supercommutative. Queste sono algebre con una decomposizione in variabili pari e dispari che soddisfa una versione gradata della commutatività (in particolare, elementi dispari anticommutano).

## Alcune superparticelle
- Axino
- Bino
- Gaugino
- Gravifotone
- Graviscalare
- Higgsino
- Neutralino
- Smuone
- Spione